# Borumlaca
Borumlaca – wieś w Rumunii, w okręgu Bihor, w gminie Suplacu de Barcău. W 2011 roku liczyła 970 mieszkańców.